# Стригай
Стригай — село в Базарно-Карабулакском районе Саратовской области. Входит в состав Старожуковского сельского поселения.

## География
Стригай располагается в 84 км от Саратова и в 12 км от Базарного Карабулака.

## Население
| 2002 | 2010 |
| ---- | ---- |
| 818  | ↘748 |

## История
Село Стригай было основано в 1799 году. В составе Вольского уезда Саратовской губернии являлось центром Стригайской волости. Первая церковь была построена тщанием прихожан в 1824 году. Храм был каменный, однопрестольный, освящён во имя Николая Чудотворца в 1832 году. При храме была открыта церковно-приходская школа. По данным переписи 1911 года в Стригае насчитывалось 623 хозяйства и 3741 житель. Имелся фельдшерско-акушерный пункт, были построены новая церковь и вторая школа.
В первые послереволюционные годы в Стригае была создана сельхозартель имени VII съезда Советов, в составе новообразованного Базарно-Карабулакского района село входило сначала в Вольский округ Нижне-Волжского края, а затем после ряда административных преобразований с 5 декабря 1936 года в Саратовскую область. В годы Великой Отечественной войны своё село прославила работница колхоза А. Селиванова, собравшая средства на 3 самолёта для фронта. Сохранился дом, в котором на собрании колхозников было принято решение о приобретении самолётов, в селе также установлен памятник павшим на полях сражений воинам.

## Инфраструктура
Имеются детский сад и средняя общеобразовательная школа, отделения Сбербанка и почтовой связи, три магазина, столовая, сельхозпредприятие по производству молочной продукции. В 1999 году тщанием священника Валерия Коротеева в Стригае был открыт молитвенный дом в приспособленном помещении с престолом в честь Покрова Пресвятой Богородицы. При храме действует детская воскресная школа, оказывается помощь неимущим, Вязовскому психоневрологическому интернату.

## Достопримечательности

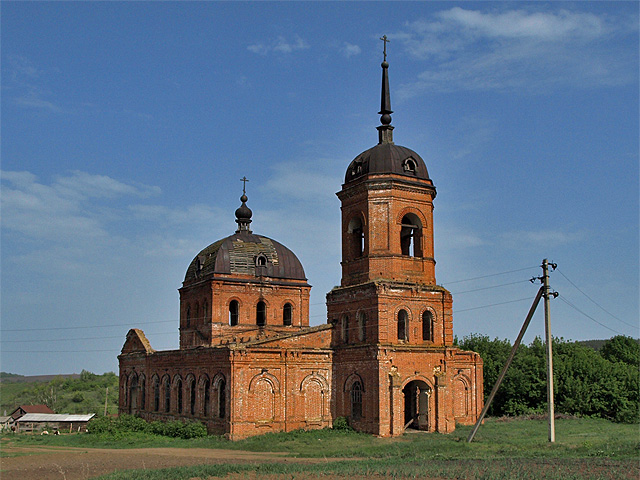
Никольская церковь в Стригае

Сохранившаяся до наших дней однопрестольная Никольская церковь в Стригае была построена в 1907 году. В годы советской власти храм был закрыт и разорён, полностью утрачено внутреннее убранство, обрушилась крыша. В настоящее время храм восстанавливается усилиями священника Дионисия Каменщикова.
Известно, что в 1931 году, в селе Стригай, жил с семьей и проводил службу в церкви до её закрытия священник Пётр Зиновьев.

## Транспорт
Ближайшая железнодорожная станция Приволжской региональной железной дороги находится в Хватовке в 15 км к северу. Из районного центра в Стригай ходит рейсовый автобус. С проходящей в 19 км восточнее региональной трассой Р228 село связано асфальтированной дорогой.

## Связь
Сотовая связь и высокоскоростной мобильный интернет стандарта 4G/LTE.